# Sandrone Dazieri
Sandro Dazieri, dit Sandrone, né le 4 novembre 1964 à Crémone, en Lombardie, est un scénariste, un journaliste, un directeur de collection littéraire et un écrivain italien, auteur de roman policier.

## Biographie
Il suit les cours de l'école hôtelière de San Pellegrino Terme et apprend le métier de cuisinier. Il s'inscrit ensuite à la faculté des sciences politiques de Milan et vit sans domicile fixe, dormant pendant deux années dans des squats ou des maisons abandonnées. Il fréquente le centre social autogéré Leoncavallo (it) à Milan et devient un militant politique proche de l’extrême gauche italienne. Il exerce en marge divers métiers pour vivre, étant cuisinier, manœuvre ou videur.
Retiré du monde militant, il devient lecteur et correcteur pour divers journaux, puis journaliste pour le quotidien Il manifesto, avant d'occuper un poste de directeur éditorial. Il publie en 1999 le roman policier Sandrone & associé (Attenti al gorilla), puis les romans Sandrone se soigne (La Cura del Gorilla, 2001) et Le Blues de Sandrone (Gorilla Blues, 2002). Ces récits mettent en scène un émule de Dazieri qui possède une double personnalité, l'une s'éveillant quand l'autre s'endort.
Au début des années 2000, il se voit proposer par son éditeur le groupe Arnoldo Mondadori Editore la direction des collections de littérature policière Il Giallo Mondadori et Segretissimo. Il repère notamment la romancière Tatiana Carelli (it) et encourage Giancarlo Narciso (it) à écrire la série d'espionnage Banshee.
Il fonde ensuite avec l'écrivain Gabriele Salvatores et le producteur Maurizio Totti la maison d'édition de roman policier Colorado Noir en 2004.
À l'instar de nombreux écrivains italiens, il participe à l'écriture de la série télévisée policière Crimini en signant un épisode de la première saison en 2006. Il participe ensuite à l'adaptation de son second roman pour le cinéma qui devient sous la caméra de Carlo Sigon le film La cura del gorilla.
Il novélise en 2007 le film Béton armé de Marco Martani qui devient le roman Cemento Armato.
En 2008, il participe à l'adaptation d'un roman d'Andrea Cotti (it) pour le jeune cinéaste Matteo Rovere qui réalise le film Jeux pervers (Un gioco da ragazze). Il participe l'année suivante à l'écriture du film d'horreur La valle delle ombre.
En 2014, il publie Tu tueras le Père (Uccidi il padre), mettant en scène les personnages de Colomba Caselli et Dante Torre. La suite, Tu tueras l'ange (L'Angelo) est sortie en 2016.
Il travaille à nouveau comme scénariste pour la télévision en participant à l'écriture de la septième et dernière saison de la série Les Spécialistes : Investigation scientifique (R.I.S. Roma - Delitti imperfetti). Il fait également partie de l'équipe de scénaristes de la série Squadra antimafia - Palermo oggi (it) depuis la deuxième saison et dont la septième saison est en cours de préparation pour 2015.

## Œuvre

### Romans policiers

#### SérieGorilla
- Attenti al gorilla (1999).Publié en français sous le titre Sandrone & associé, traduction de Maria Grazzini, Paris, Éditions Métailié, coll. « Suite italienne », 2001.
- La cura del gorilla (2001).Publié en français sous le titre Sandrone se soigne, traduction de Serge Quadruppani, Paris, Éditions Métailié, coll. « Suite italienne », 2002.
- Gorilla blues (2002).Publié en français sous le titre Le Blues de Sandrone, traduction de Serge Quadruppani, Paris, Éditions Métailié, coll. « Suite italienne », 2004.
- Il Karma del gorilla (2005).
- La bellezza è un malinteso (2010).
- La danza del Gorilla (2019).Publié en français sous le titre La Danse du Gorille, traduction de Delphine Gachet, Paris, Éditions Robert Laffont, 2022.

#### Autres titres
- La città buia (2006, avec Daniele G. Genova).
- È stato un attimo (2006).
- Cemento Armato (2007, avec Marco Martani).
- Uccidi il padre (2014).Publié en français sous le titre Tu tueras le père, traduction de Delphine Gachet, Paris, Éditions Robert Laffont, coll. « La bête noire », 2015.
- L'Angelo (2016).Publié en français sous le titre Tu tueras l'ange, traduction de Delphine Gachet, Paris, Éditions Robert Laffont, coll. « La bête noire », 2017.
- Il re di denari (2018).Publié en français sous le titre Tu tueras le roi, traduction de Delphine Gachet, Paris, Éditions Robert Laffont, coll. « La bête noire », 2019.
- Il male che gli uomini fanno (2022) Publié en français sous le titre Le Mal que font les hommes, Paris, Éditions Robert Laffont, coll. « La bête noire », 2023.
- Il figlio del mago (2023) Publié en français sous le titre Le Fils du magicien, Paris, Éditions Robert Laffont, 2023.

### Roman pour la jeunesse
- Ciak si indaga (2003).

### Essai
- Italia Overground. Mappe e reti della cultura alternativa (1996).

### Nouvelles
- Cyberpunk (1994).
- Bestie (2007).
- Tutto il resto è boia (2007).
- BZZZZ (2008).

## Filmographie

### Comme scénariste

#### Au cinéma
- 2006 : La cura del gorilla, film italien réalisé par Carlo Sigon d'après le roman éponyme, avec Claudio Bisio et Stefania Rocca.
- 2008 : Jeux pervers (Un gioco da ragazze), film italien réalisé par Matteo Rovere d'après un roman d'Andrea Cotti (it).
- 2009 : La valle delle ombre, film italien réalisé par Mihály Györik.

#### À la télévision
- 2006 : Crimini, saison une, épisode L'Ultima Battuta.
- 2010 : Crimini, saison deux, épisode Bestie.
- 2012 : Les Spécialistes : Investigation scientifique (R.I.S. Roma - Delitti imperfetti) : saison sept, vingt épisodes.
- 2010 – … : Squadra antimafia - Palermo oggi (it) ; saison deux à six, saison sept en préparation.

## Prix et distinctions notables
- Prix Scerbanenco : Mention spéciale en 2011 pour le roman La Cura del Gorilla.